# Anjad
Anjad là một thị xã và là một nagar panchayat của quận Barwani thuộc bang Madhya Pradesh, Ấn Độ.

## Địa lý
Anjad có vị trí 22°02′B 75°03′Đ / 22,03°B 75,05°Đ Nó có độ cao trung bình là 151 mét (495 feet).

## Nhân khẩu
Theo điều tra dân số năm 2001 của Ấn Độ, Anjad có dân số 22.890 người. Phái nam chiếm 51% tổng số dân và phái nữ chiếm 49%. Anjad có tỷ lệ 59% biết đọc biết viết, thấp hơn tỷ lệ trung bình toàn quốc là 59,5%: tỷ lệ cho phái nam là 68%, và tỷ lệ cho phái nữ là 50%. Tại Anjad, 16% dân số nhỏ hơn 6 tuổi.